# Павловский (Орловская область)
Павловский — упразднённый посёлок в Болховском районе Орловской области России. Входил в состав Новосинецкого сельского поселения. Упразднён в 2004 году.

## География
Посёлок располагался в истоке безымянного ручья левобережного притока реки Снытка, на расстоянии примерно 2,5 километров (по прямой) к северо-западу от деревни Знаменское.

## История
Постановлением Орловской областной думы от 15 октября 2004 года № 32/645-ОС посёлок Павловский исключён из учётных данных.

## Население
Согласно результатам переписи 2002 года в посёлке отсутствовало постоянное население.